# Euxoullia tanzaniae
Euxoullia tanzaniae là một loài bướm đêm trong họ Noctuidae.